# Buick GL6
Buick GL6 — компактвэн марки Buick, подразделения General Motors, выпускавшийся с октября 2017 по июль 2023 года.

## История
Осенью 2017 года китайское подразделение Buick приняло решение расширить модельный ряд вторым минивэном, который в иерархии позиционировался ниже Buick GL8. Технически модель имеет сходство с Opel Zafira Tourer, хотя компания Opel прекратила сотрудничество с General Motors. Вместимость автомобиля 6 мест.
Модель выпускалась на платформе D2XX, на которой также выпускается Chevrolet Orlando. Цены варьировались от 25000 долларов.

## Технические характеристики
|                            | 1.8 T                      |
| -------------------------- | -------------------------- |
| Годы производства          | 10.2017—07.2023            |
| Тип                        | Бензиновый двигатель       |
| Цилиндров                  | 3                          |
| Объём                      | 1349 см³                   |
| Мощность при об/мин        | 120 кВт (163 л. с.) / 5500 |
| Крутящий момент при об/мин | 230 Н⋅м / 1800—4400        |
| Привод                     | Передний                   |
| Трансмиссия                | 6-скор. АКПП               |
| Максимальная скорость      | 190—195 км/ч               |
| Разгон до 100 км/ч         | 9,5 сек.                   |
| Расход топлива (л/100 км)  | 6,1—6,6 л                  |
| Объём бака                 | 45 л                       |